# Giovanni Battista Soria

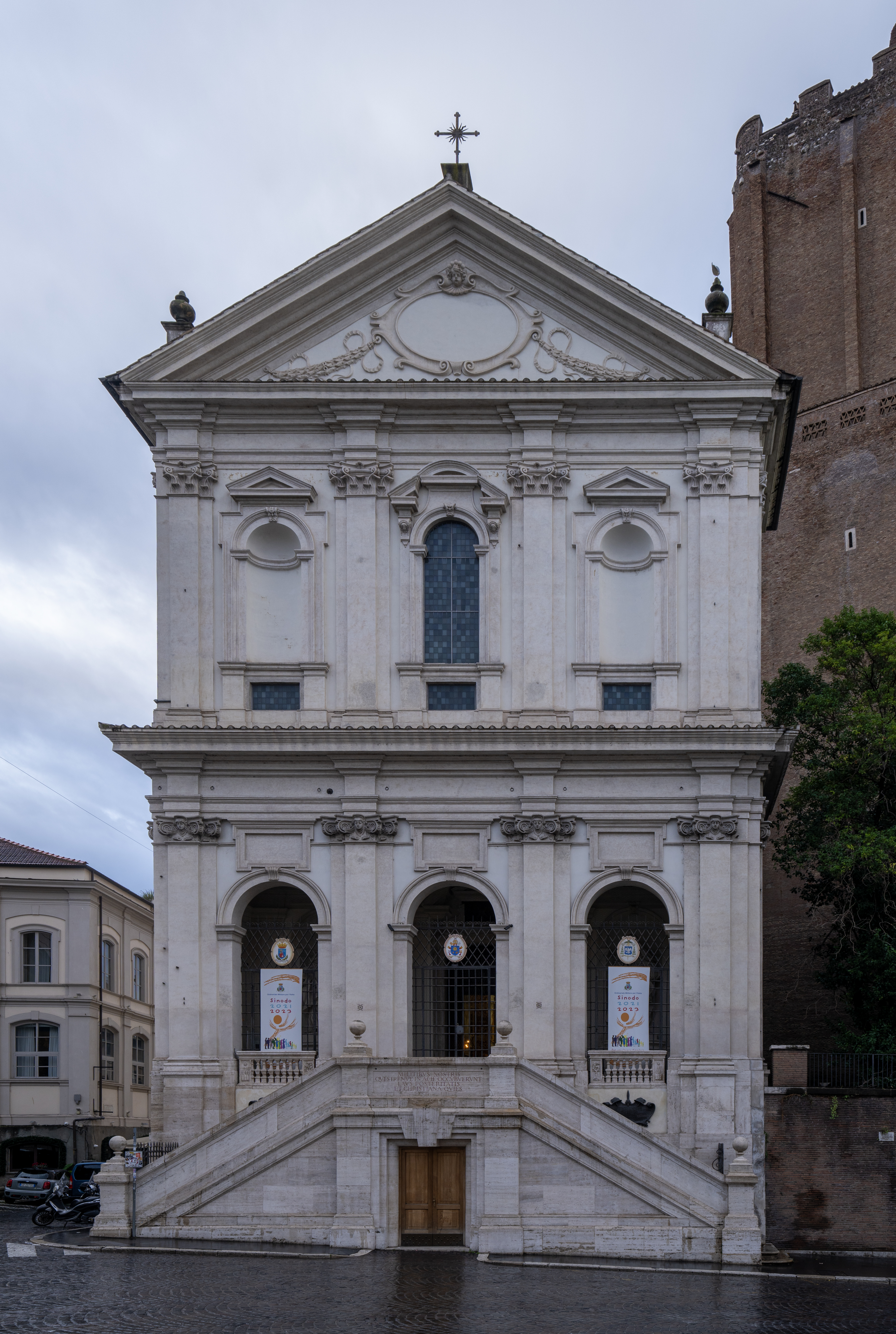
Santa Caterina a Magnanapoli; sullo sfondo, la Torre delle Milizie

Giovanni Battista Soria (1581 – 22 novembre 1651) è stato un architetto italiano.

## Biografia
Fu allievo dell'ebanista, disegnatore e teorico dell'architettura Giovan Battista Montano.
Attivo prevalentemente a Roma dal 1620 al 1640 circa, nelle facciate delle chiese da lui progettate segue schemi vignoleschi e maderniani: così appare nella facciata della chiesa di Santa Maria della Vittoria, prossima nello stile alla vicina chiesa di Santa Susanna del Maderno o in quella di San Carlo ai Catinari. L'uso delle paraste in luogo delle colonne permette effetti di graduali e composte vibrazioni di luce sulle facciate delle sue chiese. Altra facciata da lui progettata è quella di Santa Caterina da Siena a Magnanapoli realizzata negli anni 1638-1640.
La sua attività artistica a Roma lo portò a essere nominato principe dell'Accademia di San Luca per l'anno 1648.
Il suo capolavoro è forse la facciata di San Gregorio al Celio, che pure assume quasi un aspetto di palazzo civile.

## Opere
- 1626: facciata della chiesa di Santa Maria della Vittoria
- 1620-1627; restauro della Basilica di San Crisogono in Trastevere
- 1630-1633:La navata della Chiesa di Santa Maria Assunta (Monte Compatri)
- 1633: facciata della chiesa di San Gregorio al Celio
- 1636-1638: facciata della chiesa di San Carlo ai Catinari
- 1640: chiesa di Santa Caterina a Magnanapoli
- 1640 Disegno delle quattro porticine del presbiterio, realizzate dal maestro scalpellino Alessandro Montonese, della chiesa dei Ss. Domenico e Sisto